# سبک انگلیسی-ژاپنی
سبک انگلیسی-ژاپنی یا آنگلو-جاپنیز (به انگلیسی: Anglo-Japanese Style) سبکی است که در بریتانیا از طریق دورهٔ ویکتوریایی و اوایل دورهٔ ادواردیان از تقریباً ۱۸۵۱ تا ۱۹۱۰ میلادی توسعه یافت، زمانی که درک جدید از فرهنگ و طراحی ژاپنی بر نحوهٔ ساخت هنر بریتانیایی توسط طراحان و صنعتگران تأثیر گذاشت، به ویژه هنرهای تزئینی و معماری انگلستان، که پوشش گسترده‌ای از اشیاء هنری از جمله سرامیک، مبلمان و طراحی داخلی را در بر می‌گرفت. مراکز مهم طراحی شامل لندن و گلاسگو بود.
اولین استفاده از اصطلاح «انگلیسی-ژاپنی» در سال ۱۸۵۱ میلادی رخ می‌دهد، و به دلیل علاقهٔ شدید به ژاپن، که به دلیل سیاست دولت ژاپن تا دههٔ ۱۸۶۰ میلادی، به روی بازارهای غربی بسته شده بود، توسعه یافت. این سبک توسط ادوارد ویلیام گادوین در دههٔ ۱۸۷۰ میلادی در انگلستان رایج شد و بسیاری از صنعتگران در این سبک کار می‌کردند که از ژاپن به عنوان منبع الهام و طراحی قطعات بر اساس هنر ژاپنی استفاده می‌کردند، در حالی که برخی ژاپن را صرفاً به دلیل دوام تجاری‌اش ترجیح می‌دادند، مخصوصاً پس از آن. دههٔ ۱۸۸۰ میلادی زمانی که علاقه بریتانیا به طراحی و فرهنگ شرقی به عنوان یکی از ویژگی‌های جنبش زیبایی‌شناسی در نظر گرفته شد. در دهه‌های ۱۹۱۰–۱۸۹۰ میلادی آموزش‌های بیشتر رخ داد و با ظهور روابط تجاری و دیپلماتیک دوجانبه، کانال‌های دو طرفه بین بریتانیا و ژاپن ایجاد شد و این سبک به مبادله فرهنگی و مدرنیسم اولیه تبدیل شد و به سبک مدرن منحرف شد. سبک لیبرتی و مینیمالیسم اصول طراحی مدرن قرن بیستم را پیش‌بینی می‌کرد.
طراحان برجسته بریتانیایی که به سبک انگلیسی-ژاپنی کار می‌کنند عبارتند از کریستوفر درسر، ادوارد ویلیام گادوین، جیمز لمب، فیلیپ وب و نقاشی دیواری هنرهای تزئینی جیمز ابوت مک‌نیل ویستلر. تأثیر بیشتر را می‌توان در آثار جنبش هنر و صنایع دستی یافت؛ و در طرح‌های بریتانیایی در اسکاتلند که در آثار چارلز رنی مکینتاش دیده می‌شود.

## اصول طراحی
ویژگی‌های طراحی مانند فوکین‌سی (به ژاپنی: 不均斉) (معنی لغوی: نامتقارن) و وابی-سابی (به ژاپنی: 侘寂) (معنی لغوی: نقص) و ساده‌سازی چیدمان به‌عنوان ورود و انطباق زیبایی‌شناختی در بسیاری از آثار و قطعات طراحان انگلیسی-ژاپنی برجسته است. کریستوفر درسر، که اولین طراح اروپایی بود که در سال ۱۸۷۶ میلادی از ژاپن دیدن کرد، بسیاری از زیبایی‌شناسی تأثیرگذار ژاپنی را در کتاب‌هایش، ژاپن: معماری، هنر و تولیدات-هنری آن (۱۸۸۲ میلادی) بازگرداند و محبوب کرد. اصول طراحی از اولین کپی مستقیم (که در ژاپنیسم توسط چهره‌هایی مانند ون گوگ یا لوترک تمرین می‌شد)، به درک اصل زیبایی‌شناسی پشت هنر ژاپنی (که توسط درسر و بعداً گادوین انجام شد) تغییر یافت و در نهایت منجر به ایجاد سبک جدید آنگلو-ژاپنی شد. تأثیر تغییر در نحوهٔ رویکرد طراحی را می‌توان در آثار سی.اف.ای. وویزی برای کاغذ دیواری خود در لیبرتی مشاهده کرد، که که احساس می‌کرد که زیبایی‌شناسی زیربنایی کار ژاپنی ابتدا باید برای خلق یک اثر مستقل انگلیسی-ژاپنی درک شود و تلاش برای بازتولید آن در زمانی که صرفاً هدف زیبایی‌شناختی و سنت بیرونی باشد، به‌طور عملی اثری سطحی ایجاد می‌کند. او در سخنانی در سال ۱۹۱۷ میلادی، با مقایسه انزجار خود از بسیاری از تقلیدهای ضعیف هم‌زمان و آثار «سنتی ژاپنی» با مبلمان چینی‌گرای ژاپنی‌سازی شدهٔ انگلیسی قرن هجدهم، خاطرنشان کرد که «ما ممکن است به درستی در یک شیء از خودمان تقلید کنیم، پایانی که در ساخت ژاپنی می‌یابیم، اما تقلید از تفکر و احساس سنتی آن پوچ است، چیپندیل این نوع پوچی [بصری] را هنگام تولید مبلمان چینی خود به نمایش گذاشت».

### طراحی داخلی

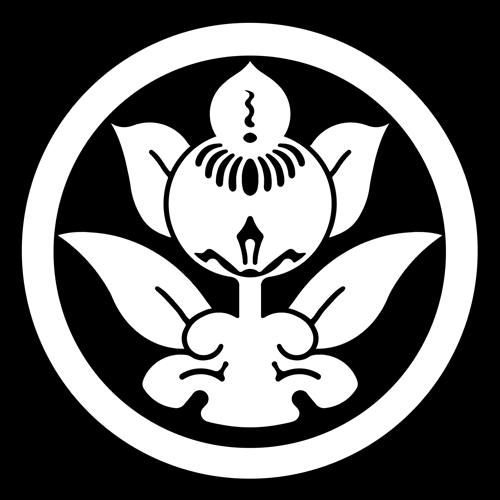
نمونه‌ای از یک مون

در طراحی مبلمان، متداول‌ترین و مشخص‌ترین ویژگی‌ها خطوط و نقوش طبیعت مانند «مون‌ها»، و به‌ویژه یک روکش آبنوس‌وار (یا حتی آبنوس) است که پوشش معروف «ژاپنی‌سازی» را بازتاب می‌دهد. هالن (ص. ۶۹) یک صندلی آبنوس‌وار را پیشنهاد می‌کند که در نمایشگاه بین‌المللی ۱۸۶۲ میلادی توسط، ای.اف. بورنمن و شرکتِ بث به نمایش گذاشته شد و کریستوفر درسر آن را به عنوان شخصیت عجیب و غریب و منحصر به فرد ژاپنی توصیف کرد (و احتمالاً طراحی کرد) تا به عنوان اولین قطعهٔ مبلمان به سبک انگلیسی-ژاپنی مستند باشد. انواع مبلمان مورد نیاز در انگلستان مانند: کمد لباس، بوفه و حتی میز ناهارخوری و صندلی راحتی دارای سابقهٔ ژاپنی نبودند، بنابراین اصول و نقوش ژاپنی باید با انواع موجود تطبیق داده می‌شد تا نیازهای انگلیسی را برآورده کند.
درسر خاطرنشان کرد که «مون‌ها»ی هنر ژاپنی، شباهت‌های خود را در «هنر ابتدایی» سلتیک دارند.